# Serrat d'Ollers
La Serrat d'Ollers és una serra situada al municipi de Torà a la comarca del Solsonès, amb una elevació màxima de 642 metres.